# Sol (hệ keo)
Sol còn gọi là dung dịch keo là huyền phù dạng keo được tạo thành từ các hạt rắn nhỏ trong môi trường lỏng liên tục. Sol ổn định, do đó chúng không lắng xuống khi không bị xáo trộn và thể hiện hiệu ứng Tyndall, đó là sự tán xạ ánh sáng bởi các hạt trong chất keo. Kích thước của các hạt có thể thay đổi từ 1 nm - 100 nm. Các ví dụ bao gồm máu, mực màu, chất lỏng tế bào, sơn, thuốc kháng axit (Antacid) và bùn.
Sol nhân tạo có thể được chế tạo bằng hai phương pháp chính: phân tán và ngưng tụ. Trong phương pháp phân tán, các hạt rắn được khử thành kích thước keo thông qua các kỹ thuật như nghiền bi và phương pháp hồ quang Bredig. Trong phương pháp ngưng tụ, các hạt nhỏ được hình thành từ những phân tử lớn hơn thông qua phản ứng hóa học.
Độ ổn định của sol có thể được duy trì thông qua việc sử dụng các tác nhân phân tán, ngăn không cho các hạt vón cục lại với nhau hoặc lắng ra khỏi huyền phù. Sol thường được sử dụng trong quá trình sol-gel, trong đó sol được chuyển đổi thành gel thông qua việc bổ sung tác nhân liên kết chéo.
Trong sol, các hạt rắn được phân tán trong pha lỏng liên tục, trong khi ở dạng nhũ tương, các giọt chất lỏng được phân tán trong pha lỏng hoặc bán rắn liên tục.